# Nouvelle Vague (banda)
Nouvelle Vague é um coletivo musical francês arranjado por Marc Collin e por Olivier Libaux. O nome deles é um jogo de palavras: refere-se à Nouvelle Vague, movimento do cinema francês dos anos 60, à fonte de suas canções (todas covers de músicas punk rock, pós-punk e new wave dos anos 80) e à bossa nova.

## Estilo

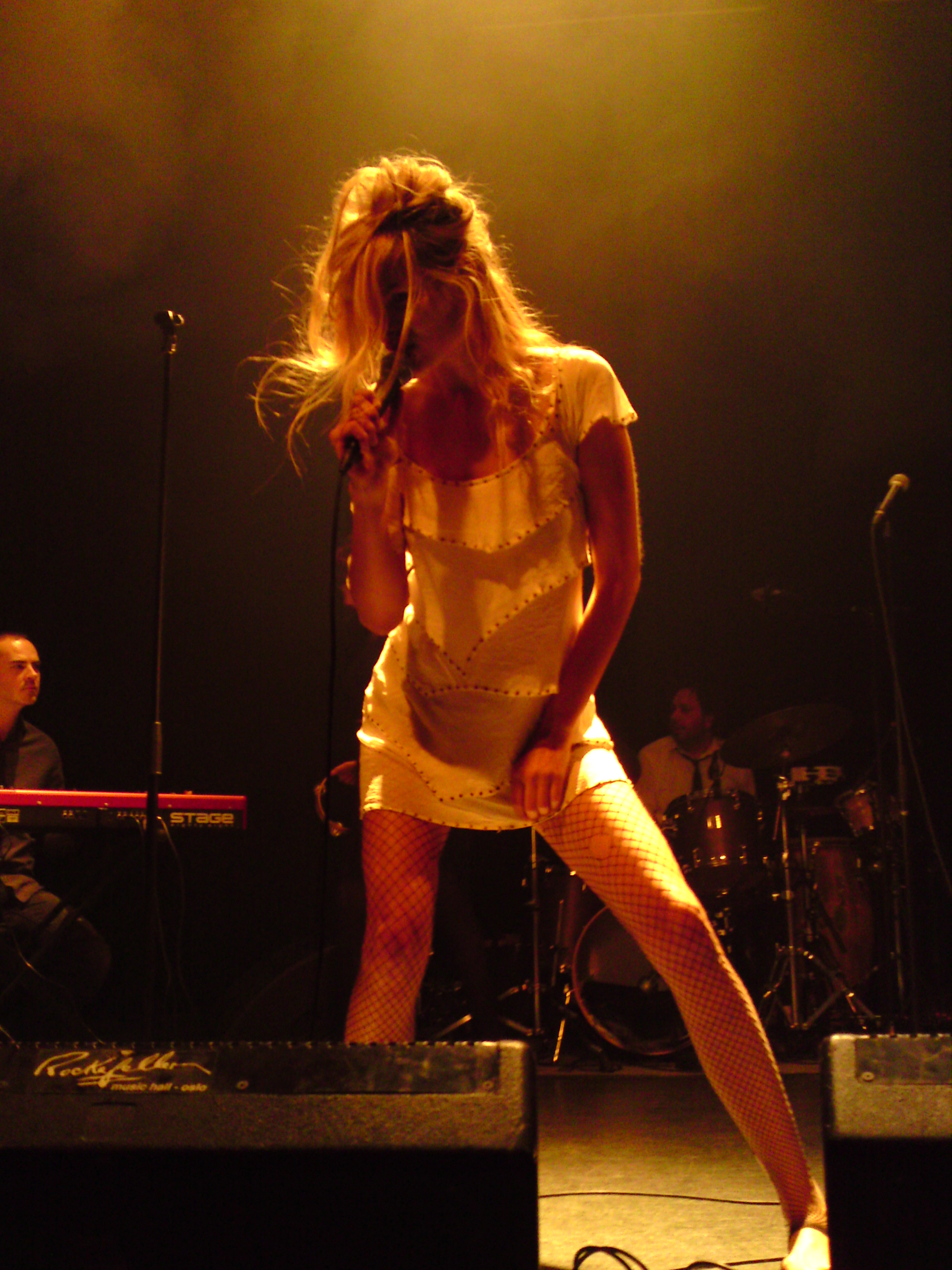
Nouvelle Vague ao vivo no Rockefeller, Oslo, em 10 de outubro de 2009.

No primeiro álbum, Nouvelle Vague, o grupo ressuscitou clássicos da era da música New Wave dos anos 80 e as reinterpretou em um estilo Bossa nova picante. As canções receberam um aspecto mais acústico com ritmos flexíveis e agitadores executados de forma a coletar uma parada de chanteuses de todo o mundo (seis francesas, uma brasileira e uma nova-iorquina) para esquentar a todos, de XTC e Modern English até The Clash e The Understones. Os covers incluem canções de Joy Division, Dead Kennedys, The Clash e Depeche Mode. As várias cantoras de Nouvelle Vague apenas executaram canções com as quais não estavam familiarizadas anteriormente, com a finalidade de garantir que cada cover tivesse uma qualidade única.
O segundo álbum, Bande à Part, inclui versões de "Ever Fallen in Love?", "Blue Monday", "The Killing Moon" e "Heart of Glass" das bandas Buzzcocks, New Order, Echo & the Bunnymen e Blondie respectivamente.
Membros, ex-membros e contribuidores (a maioria artistas franceses), que estão agora famosos independentemente, são considerados parte do que se chama de "Renouveau de la chanson française". Muitos destes são mulheres: Anaïs Croze, Camille Dalmais, Phoebe Killdeer, Mélanie Pain e Marina.
Muitas das canções de Nouvelle Vague, tais como "In a Manner of Speaking", "Just Can't Get Enough" e "Teenage Kicks", foram usadas no seriado Sugar Rush, da rede de televisão Channel 4. As versões de "Just Can't Get Enough" e "Teenage Kicks" também foram usadas em anúncios no Reino Unido. Em 2005, o cover de "I Melt with You", canção da banda Modern English, apareceu na trilha sonora do filme Mr. and Mrs. Smith. Em 2007, o mesmo cover apareceu no comercial de televisão americano do carro GMC Acadia. O cover de "Too Drunk to Fuck", da banda Dead Kennedys, apareceu no filme Grindhouse.

## Discografia

### Álbuns
- Nouvelle Vague (2004)
- Bande à Part (2006)
- 3 (2009)
- The Best Of (2010)
- The Singers (2010)
- Couleurs sur Paris
- I Could Be Happy (2016)

### Singles
- "Eisbaer" (2006, The Perfect Kiss / Peacefrog Records)